# 李行修
李行修，山东历城人，清朝政治人物。
山東鄉試中舉。1735年，因改土歸流，设置利川县。乾隆元年至乾隆三年，擔任首任利川知县。